# Reprodutor de mídia

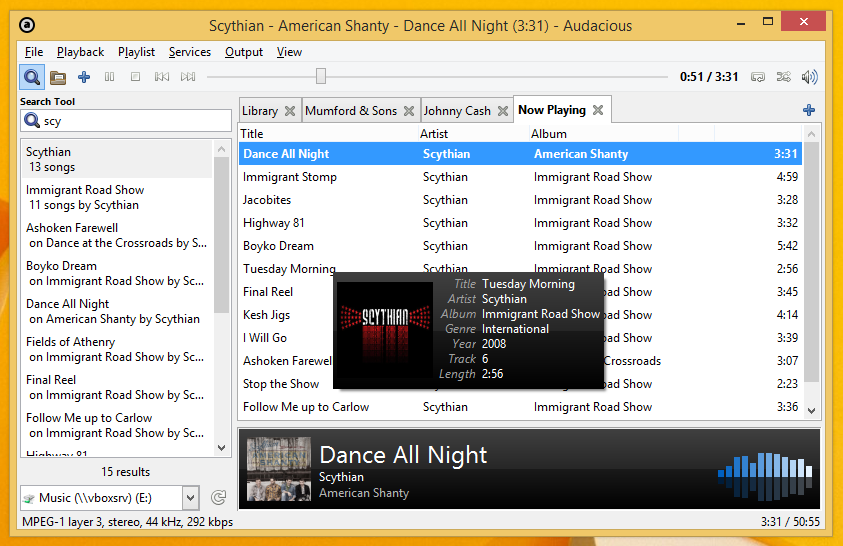
Imagem ilustrativa

Um reprodutor de mídia (português brasileiro) ou reprodutor multimédia (português europeu) é um programa de computador que reproduz arquivos multimídia de um ou de diversos formatos: MP3, WMA, WAV, MPEG, AAC, VCDs, DVDs etc. Alguns dos reprodutores mais conhecidos são: Silverjuke, BSplayer, Media Player Classic, PowerDVD, MPlayer, Windows Media Player, Winamp, Real Player, iTunes, VLC Media Player, Gom Player e The KMPlayer.
Também reproduzem vídeos além de músicas, geralmente vídeos no formato AVI, WMW, WMV, OGV E MPG.

## Programas
| Designação             | Áudio | Vídeo                       | Sistema Operacional                                           | Licença                                        |
| ---------------------- | ----- | --------------------------- | ------------------------------------------------------------- | ---------------------------------------------- |
| 1by1                   | sim   | não                         | Windows                                                       | proprietário (Freeware)                        |
| AlbumPlayer            | sim   | sim                         | Windows                                                       | proprietário                                   |
| AIMP                   | sim   | não                         | Windows                                                       | proprietário (Freeware)                        |
| Amarok                 | sim   | não                         | Linux, Windows (versão beta), Mac OS X (versão beta)          | GPL                                            |
| aTunes                 | sim   | não                         | Mac OS X, Windows, Linux, Solaris                             | GPL                                            |
| Audacious              | sim   | não                         | Windows, Linux                                                | GPL                                            |
| AVS Media Player       | sim   | sim                         | Windows                                                       | proprietário (Freeware)                        |
| Banshee                | sim   | sim                         | Linux, Mac OS X                                               | MIT-Licença                                    |
| BearShare              | sim   | não                         | Windows                                                       | proprietário                                   |
| Beep Media Player      | sim   | não                         | POSIX                                                         | GPL                                            |
| BPM Studio             | sim   | não                         | Windows                                                       | proprietário                                   |
| BS.Player              | sim   | sim                         | Windows                                                       | proprietário                                   |
| cmus                   | sim   | não                         | POSIX                                                         | GPL                                            |
| Core Media Player      | sim   | sim                         | Windows                                                       | proprietário (Shareware)                       |
| DSPlayer               | sim   | sim                         | Windows                                                       | Adware                                         |
| Emat                   | sim   | não                         | Windows                                                       | GPL                                            |
| Evil Player            | sim   | não                         | Windows                                                       | proprietário (Freeware)                        |
| Exaile                 | sim   | não                         | Linux                                                         | GPL                                            |
| FLV-Media Player       | sim   | sim                         | Windows, POSIX                                                | proprietário (Freeware)                        |
| foobar2000             | sim   | não                         | Windows                                                       | proprietário (Freeware))                       |
| GOM Player             | sim   | sim                         | Windows                                                       | proprietário (Freeware)                        |
| HDngn                  | não   | sim                         | Windows                                                       | GPL                                            |
| iMesh                  | sim   | sim                         | Mac OS X, Windows                                             | proprietário                                   |
| IrfanView              | sim   | sim                         | Windows                                                       | proprietário (Freeware para usuários privados) |
| IVIVO                  | sim   | sim                         | Linux, Windows, Mac OS X, Palm OS, Symbian OS, Windows Mobile | proprietário (Freeware)                        |
| iTunes                 | sim   | sim                         | Mac OS X, Windows                                             | proprietário (Freeware)                        |
| J. River Media Jukebox | sim   | não                         | Windows                                                       | proprietário (Freeware)                        |
| Jajuk                  | sim   | não                         | Windows, Mac OS X, Linux                                      | GPL                                            |
| jetAudio               | sim   | sim                         | Windows                                                       | proprietário                                   |
| Kaffeine               | sim   | sim                         | POSIX                                                         | GPL                                            |
| Kantaris Media Player  | sim   | sim                         | Windows                                                       | Open Source (baseado em VLC)                   |
| KMPlayer               | sim   | sim                         | Windows, Linux (Plugin)                                       | proprietário (Freeware)                        |
| LoomTV Player          | sim   | sim                         | Windows XP ou melhor, Mac OS X                                | proprietário (Freeware)                        |
| MediaMonkey            | sim   | não                         | Windows                                                       | proprietário (Freeware)                        |
| Media Player Classic   | sim   | sim                         | Windows                                                       | GPL                                            |
| mufin player           | sim   | não                         | Windows                                                       | proprietário (Freeware)                        |
| Music Player Daemon    | sim   | não                         | Linux                                                         | GPL                                            |
| MPlayer                | sim   | sim                         | POSIX, Mac OS X, Windows                                      | GPL                                            |
| Mpxplay                | sim   | não                         | DOS, Windows                                                  | GPL                                            |
| MusikCube              | sim   | não                         | Windows                                                       | GPL                                            |
| Napster                | sim   | não                         | Windows                                                       | proprietário                                   |
| Nero ShowTime          | sim   | sim                         | Windows                                                       | proprietário (Freeware)                        |
| Ogle                   | não   | sim                         | POSIX                                                         | GPL                                            |
| PowerDVD               | sim   | sim                         | Windows                                                       | proprietário                                   |
| QuickTime Player       | sim   | sim                         | Mac OS X, Windows                                             | proprietário (Freeware)                        |
| Quintessential Player  | sim   | sim                         | Windows                                                       | proprietário (Freeware)                        |
| RealPlayer             | sim   | sim                         | Linux, Windows, Mac OS X, Palm OS, Symbian OS, Windows Mobile | proprietário (Freeware)                        |
| Rhythmbox              | sim   | não                         | POSIX                                                         | GPL                                            |
| Silverjuke             | sim   | sim (versão 3.01 ou melhor) | Mac OS X, Windows, Linux                                      | proprietário (Shareware), Open Source          |
| SMPlayer               | sim   | sim                         | Linux, Mac OS X, Windows                                      | GPL                                            |
| Songbird               | sim   | sim                         | Linux (não suportado), Mac OS X, Windows                      | GPL                                            |
| Spider Player          | sim   | não                         | Windows                                                       | proprietário (Freeware)                        |
| SysTrayPlay            | sim   | não                         | Windows                                                       | GPL                                            |
| Teen Spirit            | sim   | não                         | Windows                                                       | proprietário (Freeware)                        |
| Totem                  | sim   | sim                         | POSIX                                                         | GPL                                            |
| Tray Player            | sim   | não                         | Windows                                                       | proprietário                                   |
| VISh4 media player     | sim   | sim                         | Linux,Windows,                                                | proprietário (Freeware)                        |
| VLC media player       | sim   | sim                         | Linux, Unix, Windows, Mac OS X, BeOS, BSD                     | GPL                                            |
| Winamp                 | sim   | sim                         | Windows, AmigaOS (lá Amiamp), Mac OS (lá Macamp)              | proprietário                                   |
| Windows Media Player   | sim   | sim                         | Windows, Mac OS X, Windows Mobile                             | proprietário (Freeware)                        |
| WinDVD                 | não   | sim                         | Windows                                                       | proprietário                                   |
| Xbox Media Center      | sim   | sim                         | Xbox, Windows, Mac OS X, Linux, Apple TV                      | GPL / LGPL                                     |
| Xine                   | sim   | sim                         | Linux, FreeBSD, Solaris, IRIX, Mac OS X                       | GPL                                            |
| XMMS                   | sim   | não                         | POSIX                                                         | GPL                                            |
| XMPlay                 | sim   | não                         | Windows                                                       | proprietário (Freeware)                        |
| XULPlayer              | sim   | sim                         | Windows                                                       | Open Source                                    |
| MusicMatch Jukebox)    | sim   | não                         | Windows                                                       | proprietário                                   |
| Zero MusicPlayer       | sim   | não                         | Windows                                                       | proprietário                                   |
| Zinf                   | sim   | não                         | Linux, Windows                                                | GPL                                            |
| Zoom Player            | sim   | sim                         | Windows                                                       | proprietário (Freeware)                        |